# تومانسكي أر-25
التومانسكي أر-25 هو محرك نفاث من تصميم مكتب تومانسكي السوفيتي. الأر-25 هو تطور من المحرك أر-13 والذي بدوره تكور من المحرك الناجح الأر-11. استخدمت هذه المحركات الثلاثة في الطائرة الاعتراضية ميج-21.
الأر-25 هو محرك سريان محوري وذو ملف مزدوج. كما تم تغير الضاغط عن هذا الذي في الأر-13 وزيادة نسبة الضغط العامة في المحرك، واستخدام حارق خلفي متغير من مرحلتين، واستخدام أكبر لمعدن التيتانيوم.
كان الأر-25 مميزا في أنه تم إضافة مضخة وقود ثانية في مرحلة الحارق الخلفي. بتفعيل هذه المضخة الثانية يستطيع المحرك تحقيق 96.8 كيلو نيوتن على ارتفاع 4000 متر فوق منسوب سطح البحر. الحد القصى للتشغيل هو دقيقة واحدة خلال التدريب على عراك الكلاب وثلاث دقائق في المعركة الحقيقية ولكن للطوارئ فقط لأنه إذا استخدم أكثر من هذه المدة يؤدي هذا إلى سخونة المحرك والانفجار. استخدام هذه الخاصية أيضا يتطلب أن يتم عمل صيانة وفحص للمحرك كل مرة بعد هبوط الطائرة، وكل دقيقة من عمل هذه الخاصية تساوي ساعة كاملة من عمل المحرك.

## قوائم ذات صلة
- قائمة محركات الطائرات